# إميركان كوشوت
إميركان كوشوت (بالتركية: Emircan Koşut)‏ مواليد 3 يوليو 1995 في غازي عثمان باشا، إسطنبول، تركيا، هو لاعب كرة سلة تركي. بدأ مسيرته الاحترافية في سنة 2011. يبلغ طوله 7 قدم 1 بوصة (2.2 م). لعب مع نادي أنادولو إفيس لكرة السلة في الدوري التركي لكرة السلة.

## روابط خارجية
- إميركان كوشوت على موقع الاتحاد الدولي لكرة السلة (الإنجليزية)
- إميركان كوشوت على موقع الدوري الأوروبي لكرة السلة (الإنجليزية)
- إميركان كوشوت على موقع كرة السلة الأوروبية.كوم (الإنجليزية)
- إميركان كوشوت على موقع DraftExpress.com (الإنجليزية)
- إميركان كوشوت على موقع ريلجم (الإنجليزية)
- إميركان كوشوت على موقع بروبوليرز (الإنجليزية)
- إميركان كوشوت على موقع سبورتس رفرنس (الإنجليزية)